# Arne Francke
 (mai 2019).
Pour les articles homonymes, voir Francke.
Arne Edvard Francke (né le 6 mai 1904 à Stockholm, mort le 11 mars 1973 à Stockholm) est un cavalier suédois de saut d'obstacles et de concours complet.

## Carrière
Il participe à l'épreuve de saut d'obstacles aux Jeux olympiques d'été de 1932 et Jeux olympiques d'été de 1936 avec le même cheval Urfé, ainsi qu'à l'épreuve de concours complet en 1932. Son meilleur résultat est un classement à la 25e place dans l'épreuve individuelle de saut d'obstacles en 1936.